# Oussama Targhalline
Oussama Targhalline (* 20. Mai 2002 in Sidi Belyout) ist ein marokkanischer Fußballspieler. Er steht bei Feyenoord Rotterdam unter Vertrag.

## Karriere

### Verein
Targhalline begann seine fußballerische Ausbildung in der Académie Mohamed VI de Football in Marokko, ehe er im Sommer 2020 zu Olympique Marseille wechselte. Dort kam er in der Saison 2020/21 dreimal für die Zweitauswahl in der National 2 zum Einsatz, stand aber auch schon bei den Profis im Kader. Am 7. Januar 2022, dem 20. Spieltag der Ligue 1, wurde er gegen Girondins Bordeaux bei einem 1:0-Auswärtssieg in der Nachspielzeit eingewechselt und gab somit sein Profidebüt. Auch in der Reservemannschaft kam er weiterhin zu Einsätzen. Zur Saison 2022/23 wurde der Mittelfeldspieler dann an den türkischen Erstligisten Alanyaspor verliehen. Die Leihe endete im Dezember 2022. Im darauffolgenden Monat schloss sich der Spieler Le Havre AC an. In der Rückrunde der Saison 2022/23 kam er dort zu 12 Einsätzen. In der folgenden Spielzeit 2023/24 wurde er durch zwei Verletzungen zurückgeworfen und absolvierte insgesamt 14 Ligaspiele. In der Hinrunde der Saison 2024/25 bestritt er ebenfalls 14 Partien. Im Februar 2025 wechselte Targhalline für eine Ablösesumme von 450.000 Euro zu Feyenoord Rotterdam, wo er in der Rückrunde zu sechs Einsätzen kam.

### Nationalmannschaft
Beim Afrika-Cup 2019 absolvierte Targhalline drei Partien für die marokkanische U17-Mannschaft, konnte das Aus in der Gruppenphase jedoch nicht verhindern. Ein Jahr später gewann Targhalline mit der  U-20-Auswahl das heimische UNAF-Tournament und er konnte dabei einen Treffer beim 1:1-Unentschieden gegen Libyen erzielen. Im Frühjahr 2021 erreichte der Mittelfeldspieler dann mit seinem Team das Viertelfinale der U-20-Afrikameisterschaft in Mauretanien und kam dort in allen vier Spielen zum Einsatz. Im September 2022 debütierte er für die marokkanische U23. Seine erste Partie für die A-Nationalmannschaft absolvierte Targhalline im September 2024 in der Qualifikation zum Afrika-Cup.